# Makovecz Imre-díj
A Makovecz Imre-díj az építész születésének 80. évfordulója alkalmából alapított elismerés azoknak, akik példaértékűen művelik saját (nem feltétlenül építészi) hivatásukat.

## Leírás
A díjat az Alapítvány kezdeményezésére alapították. Minden évben Makovecz Imre születésnapján adják át. Évente csak egy díj osztható ki annak, aki Makovecz Imre országépítő szellemének nyomdokán meggyőződéssel, erős hittel, következetes kitartással műveli, ápolja a Kárpát-medence magyarságának kultúráját. Védelmezi az egyes itt élő nemzettestek kapcsolatát. Ápolja a szomszédainkkal együttélés minden megragadható formáját. Napi tevékenységében ellentmondást nem tűrően van jelen ez a szemlélet, valamint az, hogy az utódok nevelésében is meghatározó legyen ez a szándék. A díj posztumusz nem adható.
A díjjal oklevél, pénzjutalom és Madarassy István emlékplakettje jár.

## Jelölés
A díj nem pályázható, a jelöltek névsorát az alapító szervezetek állítják össze (szervezetenként egy-egy fő). A díjazott kilétéről a Odaítélő Bizottság dönt szavazással, mely hattagú (szervezetenként két-két fő), elnöke a Makovecz Alapítvány egyik delegáltja.

## Díjazottak
- 2015 – Kiss Ferenc népzenész, hangépítész, az Etnofon Kiadó alapítója[2]
- 2016–2018 – nem adták át[3]
- 2019 – Böjte Csaba ferences szerzetes, a Dévai Szent Ferenc Alapítvány alapítója[4]
- 2020 – Buzás Péter Makó egykori polgármestere[5]
- 2021 – Kovács Gyula gyümölcsész, a magyar Tündérkert-mozgalom úttörője[5]
- 2022 – Pásztor Béla Veresegyház polgármestere[6]